# Zentralinstitut für Elektronenphysik
Das Zentralinstitut für Elektronenphysik (ZIE) war eine außeruniversitäre Forschungseinrichtung in der DDR, die zur Akademie der Wissenschaften der DDR gehörte. Arbeitsgebiet der Einrichtung war Grundlagen- und angewandte Forschung auf ausgewählten Gebieten der Halbleiterphysik und der Plasmaphysik. Hauptsitz des Zentralinstituts war am Hausvogteiplatz in Berlin-Mitte, Zweigstellen bestanden in Berlin-Adlershof und in Greifswald. Die Einrichtung bestand von 1958 bis 1991.

## Geschichte und Verbleib
Das Zentralinstitut für Elektronenphysik wurde 1958 durch Zusammenschluss des Instituts für Festkörperforschung mit dem Institut für Strahlungsquellen (beide Berlin) gebildet. 1968 wurde das Institut für Kristallphysik in Berlin-Adlershof angeschlossen. 1969 wurde das Zentralinstitut mit dem Institut für Gasentladungsphysik in Greifswald fusioniert. Von der Gründung des Instituts bis 1970 leitete Robert Rompe das ZIE, gefolgt von Karl Friedrich Alexander, der die Leitung bis 1988 innehatte.
1980 waren am ZIE etwa 300 Wissenschaftler beschäftigt, davon waren 164 promoviert und 34 habilitiert. 1990 zählte das ZIE insgesamt 718 Mitarbeiter (davon knapp die Hälfte Wissenschaftler), und war damit eine der größeren außeruniversitären Einrichtungen der Akademie der Wissenschaften der DDR. Der Haushalt des ZIE hatte Ende der 1980er Jahre eine Höhe von 35 bis 40 Mio. DDR-Mark pro Jahr, direkt aus dem Staatshaushalt der DDR beglichen. Das Institut erzielte Einnahmen aus industrieller Auftragsforschung in ungefähr gleicher Höhe, die vollständig an den Staatshaushalt abgeführt wurden.
Das Zentralinstitut wurde kurz nach dem Ende der DDR aufgelöst, Teile wurden auf Empfehlung des Wissenschaftsrates per Anfang 1992 in verschiedene universitäre und außeruniversitäre Forschungseinrichtungen überführt:
- Paul-Drude-Institut für Festkörperelektronik in Berlin-Mitte, Träger Forschungsverbund Berlin
- Ferdinand-Braun-Institut in Berlin-Adlershof, Teil der Leibniz-Gemeinschaft
- Leibniz-Institut für Plasmaforschung und Technologie in Greifswald, Teil der Leibniz-Gemeinschaft
- Max-Planck-Arbeitsgruppe „Theorie dimensionsreduzierter Halbleitersysteme“ in Berlin,[3] später an die Humboldt-Universität überführt
- Max-Planck-Arbeitsgruppe „Röntgenbeugung an Schichtsystemen“ in Berlin,[3] ebenfalls an die Humboldt-Universität überführt

## Aufgaben
Zu den bearbeiteten Themen auf dem Gebiet der Halbleiterphysik gehörten:
- theoretische und experimentelle Arbeiten zur Physik der III-V-Halbleiter
- Untersuchungen zur Dünnfilm-Elektrolumineszenz
- Entwicklung von GaAs-Elektronik
- Diagnostik und Verfahrenstechnologie bei der Herstellung von Silizium-Bauelementen

Zu den Aufgaben auf dem Gebiet der Niedertemperaturplasma- und Gasentladungs-Physik zählten:
- theoretische, experimentelle und technologische Untersuchungen von Niedertemperatur-Plasmen
- Untersuchung der Einsatzmöglichkeit von Niedertemperatur-Plasmen in Licht- und Lasertechnik, bei Energiewandlung und Produktionsverfahren
- Experimentelle und theoretische Arbeiten zur Plasma-Rand-Wechselwirkung in hochenergetischen Plasmen
- Entwicklung von plasmadiagnostischen Methoden der Fusionsforschung

Zusammenfassungen zu Forschungsergebnissen, Publikationen und Patenten am ZIE finden sich in den Jahrbüchern der Akademie der Wissenschaften.